# Martyna Wiankowska
Martyna Wiankowska (Łowicz, 24 dicembre 1996) è una calciatrice polacca, centrocampista del Colonia e difensore della nazionale polacca.

## Carriera

### Club
Wiankowska si è appassionata al calcio fin da giovanissima, iniziando la carriera nell'Olimpia Chąśno, squadra del locale comune rurale di Chąśno dove cresce con la famiglia, dall'età di 10 anni, unica ragazza in rosa. In seguito prosegue l'attività agonistica con il Pelikan Łowicz, club che nel 2010 decide di istituire la sua sezione femminile riuscendo a fare dalla seconda loro stagione il triplo salto di categoria in tre stagioni, dalla III alla I liga Kobiet (dal 4º al 2º livello del campionato polacco femminile di calcio), con Wiankowska che, dopo la prima stagione rimasta nella formazione giovanile, dal 2011 viene aggregata alla prima squadra.
Nell'estate 2014 si trasferisce al SMS Łódź, la società sportiva studentesca di Łódź, con il quale rimane per quattro stagioni contribuendo alla promozione dalla I liga Kobiet al termine del campionato 2015-2016 Nei due campionati seguenti di Ekstraliga Kobiet la sua squadra raggiunge in entrambi il 5º posto e un'agevole salvezza.
Nel corso della sessione estiva di calciomercato 2018 viene ingaggiata dallo Czarni Sosnowiec, club con il quale ottiene i suoi primi trofei. Durante i suoi quattro anni con lo Czarni, la sua squadra non è mai scesa sotto il terzo posto, conquistando alla fine della stagione 2020-2021 il double campionato-Coppa, ripetendo la conquista della Coppa di Polonia la stagione seguente, la sua ultima con il club di Sosnowiec, tra le protagoniste della finale segnando la prima e la terza rete nella vittoria per 4-0 sulle avversarie dello Śląsk Breslavia.
La stagione successiva coglie l'occasione per disputare la sua prima stagione all'estero, siglando un contratto con il Turbine Potsdam, blasonato club pluricampione di Germania. A disposizione del tecnico Sebastian Middeke fa il suo debutto l'11 settembre 2022 allo stadio Lichterfelde nell'incontro con il Viktoria Berlino valido per il secondo turno della DFB-Pokal, la Coppa di categoria, dove da rigorista contribuisce con la sua rete al passaggio del turno dopo che la partita sie eera conclusa su 4-4 ai tempi regolamentari. Di una settimana più tardi il debutto in Frauen Bundesliga, scesa in campo nella partita di apertura della stagione, pareggio per 1-1 in trasferta con il Werder Brema, segnando il primo dei suoi due gol della stagione il 1º ottobre 2022 (3ª giornata di campionato) nella sconfitta esterna per 4-2 con il Colonia, portando il risultato sull'1-1 al nono minuto, segnando anche un autogol nella stessa partita che ha riportato la parità, sul 2-2, al 54'.
Al termine della stagione il club di Potsdam annuncia che avrebbe lasciato la squadra, trasferendosi al Colonia per la stagione entrante con il quale firma un contratto biennale, in seguito prolungato di un altro anno.

### Nazionale
Zawistowska inizia ad essere convocata dalla Federcalcio polacca dal 2013, scelta dal tecnico federale Marcin Kasprowicz per indossare la maglia della formazione under 19 impegnata nelle qualificazioni all'Europeo di Norvegia 2014, facendo il suo debutto internazionale il 21 settembre 2013 a Beltinci, in Slovenia, nella netta vittoria per 9-0 sulle pari età dell'Albania segnando in quell'occasione una tripletta. Rimasta in rosa per tutta la durata delle qualificazioni marca altre due presenze con minimi minutaggi a fine partita, senza che la sua nazionale riuscisse ad accedere alla fase finale.
In seguito viene chiamata in nazionale maggiore, inserita in rosa dal commissario tecnico Wojciech Basiuk per l'edizione 2016 della Cyprus Cup, debuttando il 2 marzo nella vittoria per 1-0 sulla nazionale ceca nella prima partita del gruppo B. Dopo altre due partite del gruppo, ha giocato anche la finale, persa 2-1 contro l'Austria a Larnaca.
Da allora sia Basiuk che Miłosz Stępiński, che dopo qualche mese lo avrebbe rilevato sulla panchina della Polonia, l'hanno convocata con regolarità, disputando l'Algarve Cup 2019, dove gioca la finale persa 3-0 con la Norvegia, le qualificazioni agli Europei di Paesi Bassi 2017 e, con Nina Patalon come selezionatrice, Inghilterra 2022, e Mondiali di Francia 2019 e Australia e Nuova Zelanda 2023, sempre con Patalon, senza che le polacche riuscissero ad accedere alla fase finale. Nell'edizione inaugurale della UEFA Women's Nations League contribuisce alla costante crescita della Polonia che, concludendo al primo posto il gruppo 3 Lega B, venne promossa in Lega A, e sempre nel 2024, superando l'Austria al secondo turno degli spareggi di qualificazione, conquista lo storico primo accesso a una fase finale di un torneo UEFA.
Nel giugno 2025 è tra le 23 convocate dalla CT Patalon per il campionato europeo 2025, in programma in Svizzera.

## Statistiche

### Presenze e reti nei club
Statistiche (parziali) aggiornate al 17 maggio 2025.
| Stagione        | Squadra         | Campionato      | Campionato | Campionato | Coppe nazionali | Coppe nazionali | Coppe nazionali | Coppe continentali | Coppe continentali | Coppe continentali | Altre coppe | Altre coppe | Altre coppe | Totale | Totale |
| Stagione        | Squadra         | Comp            | Pres       | Reti       | Comp            | Pres            | Reti            | Comp               | Pres               | Reti               | Comp        | Pres        | Reti        | Pres   | Reti   |
| --------------- | --------------- | --------------- | ---------- | ---------- | --------------- | --------------- | --------------- | ------------------ | ------------------ | ------------------ | ----------- | ----------- | ----------- | ------ | ------ |
| 2022-2023       | Turbine Potsdam | FB              | 20         | 2          | CG              | 2               | 0               | -                  | -                  | -                  | -           | -           | -           | 22     | 2      |
| 2023-2024       | Colonia         | FB              | 21         | 4          | CG              | 2               | 1               | -                  | -                  | -                  | -           | -           | -           | 23     | 5      |
| 2024-2025       | Colonia         | FB              | 16         | 0          | CG              | -               | -               | -                  | -                  | -                  | -           | -           | -           | 16     | 0      |
| Totale Colonia  | Totale Colonia  | Totale Colonia  | 37         | 4          | -               | 2               | 1               | -                  | -                  | -                  | -           | -           | -           | 39     | 5      |
| Totale carriera | Totale carriera | Totale carriera | 57         | 6          | -               | 4               | 1               | -                  | -                  | -                  | -           | -           | -           | 61     | 7      |

## Palmarès

### Club
- Campionato polacco: 1

Czarni Sosnowiec: 2020-2021
- Coppa di Polonia femminile: 2

Czarni Sosnowiec: 2020-2021, 2021-2022
- Campionato polacco femminile di seconda divisione: 1

SMS Łódź: 2015-2016